# Pectocytheridae
Pectocytheridae is een familie van kreeftachtigen uit de klasse van de Ostracoda (mosselkreeftjes).

## Geslachten
- Ameghinocythere Whatley, Moguilevsky, Toy, Chadwick & Ramos, 1997
- Ekpectocythere Choe, 1988
- Ginginella Neale, 1975 †
- Hypocritecythere Titterton & Whatley, 2009
- Keijia Teeter, 1975
- Kotoracythere Ishizaki, 1966
- Mckenziartia Labutis & Bentley, 1988
- Morkhovenia Teeter, 1975
- Munseyella Bold, 1957 †
- Parakeijia Mckenzie in Howe & Mckenzie, 1989
- Pectocythere Hanai, 1957